# Ford Models
Ford Modeling Agency, conocida hoy como Ford Models, es una agencia de modelos fundada en 1946 por Eileen y Jerry Ford.
La compañía fue la principal agencia en Nueva York, hasta que John Casablancas de la agencia Elite Model Management se estableció en la ciudad, liderando la batalla de este sector de la moda en la década de 1980. Ford, como muchas de las agencias creadas en los años 1970, ha perdido terreno frente a las nuevas agencias, como Women, IMG y DNA, en los años recientes.
La empresa ha representado a diversas celebridades, como Janice Dickinson, Alaina Gaines, Kellan Lutz, Christie Brinkley, Yasmin Parvaneh, Courteney Cox, Rachel Hunter, Stephanie Seymour, Vendela, Veronica Webb, Raven-Symone, Ali Larter, Xuxa, Lindsay Lohan, Ashley Tisdale, Mischa Barton, Christian Serratos, Axel Tiderman y Ashley Benson. 
En 1980, Ford estableció el concurso Ford Supermodel of the World, el cual atrae a más de 60.000 esperanzadas modelos de todo el mundo.
En años recientes, la compañía se ha diversificado, a través de Ford Media y Ford Artists, para representar a artistas de otras áreas relacionadas con las pasarelas. También ha llevado a cabo una agresiva campaña promocional en el sitio web YouTube, donde exhibe videos con consejos de moda y con mensajes de autoayuda, narrando historias trágicas en la profesión de modelo.